# Laura Laabs

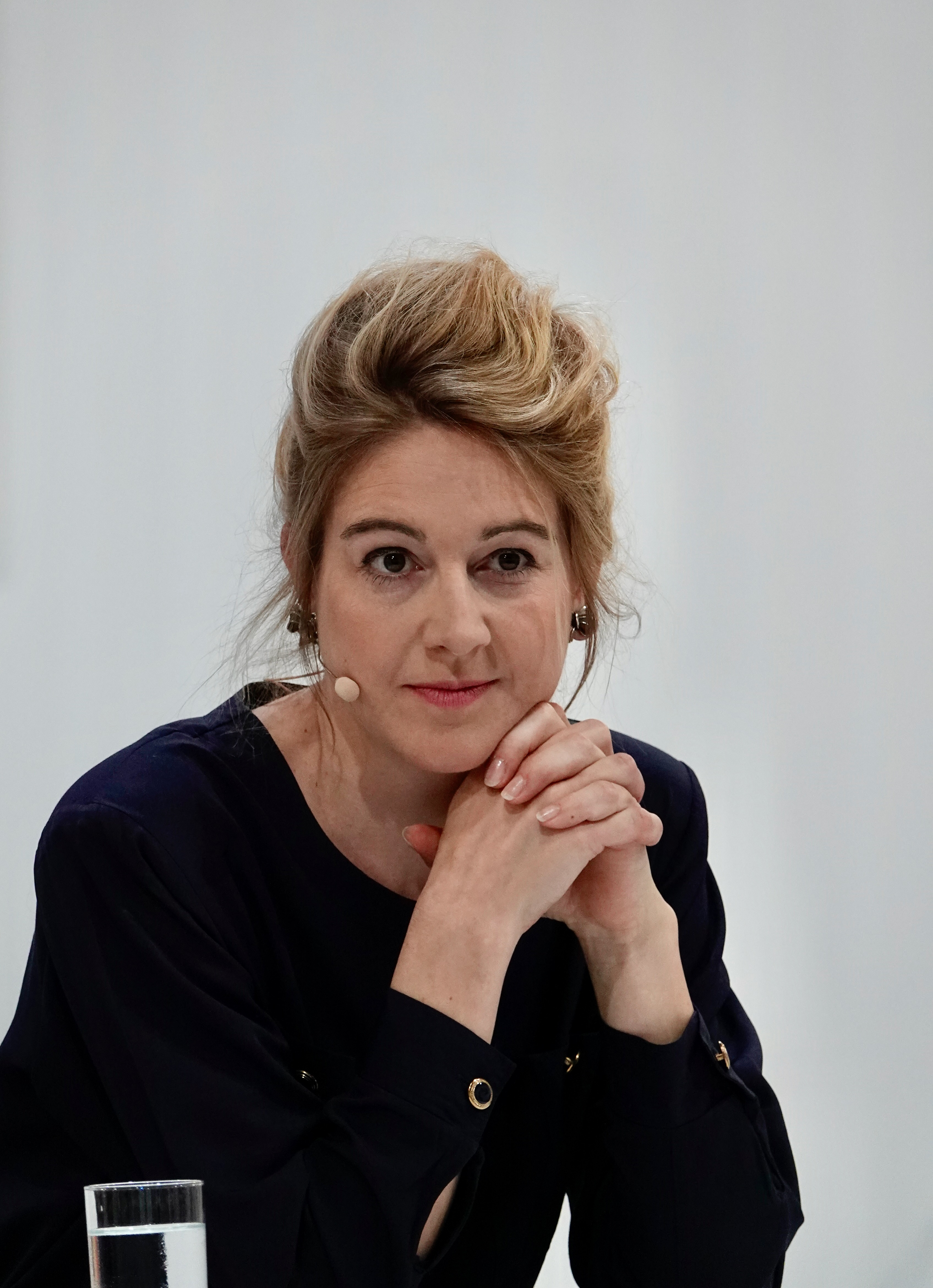
Laura Laabs beim Ingeborg-Bachmann-Preis 2025

Laura Laabs (* 25. April 1985 in Ost-Berlin) ist eine deutsche Regisseurin und Schriftstellerin.

## Leben
Laura Laabs ist freie Regisseurin und Autorin. Sie ist die Tochter von Daniela Dahn und Joochen Laabs, Enkeltochter von Karl-Heinz Gerstner sowie Urenkelin von Karl Ritter. Sie studierte Politik und Filmwissenschaft sowie anschließend Filmregie an der Hochschule für Film und Fernsehen „Konrad Wolf“ in Potsdam-Babelsberg. Nach dem Diplom folgte dort ein Meisterschüler-Studium bei Andreas Kleinert.
In ihrem ersten Film Enkel der Geschichte porträtierte sie ihre jüdische Großmutter Sibylle Boden-Gerstner, Gründerin und Namensgeberin der Modezeitschrift Sibylle. Der Film lief unter anderem im internationalen Wettbewerb des Festivals Visions-du-Réel in Nyon und wurde dort mit dem Preis „Most Innovative Short Film“ ausgezeichnet.
Darüber hinaus realisierte Laura Laabs mehrere Kurzfilme, Musikvideos und Werbefilme. Sie führte Regie bei dem Fernsehfilm Country Girls, produziert vom Hessischen Rundfunk (hr), der auch erfolgreich als Webserie bei Funk ausgewertet wurde, sowie bei der Fernsehserie Spotlight unter der Produktion der UFA. Sie ist als Hörspielregisseurin u. a. für den hr und den Südwestrundfunk tätig. Laabs arbeitet als Autorin an Drehbüchern, Stoffentwicklungen sowie eigenen Kurzgeschichten und veröffentlichte u. a. in der Anthologie Aufzeichnungen zu Frauen und Film. Sie gibt Seminare und Workshops in Kooperation mit der Komischen Oper Berlin sowie der Deutschen Kinemathek und ist Mitbegründerin des feministischen Filmkollektivs r.O.k.s. Laabs wurde für das Mentoring-Programm „Into the Wild“ ausgewählt und erhielt diverse Förderungen und Stipendien. 
2025 kam ihr Spielfilm Rote Sterne überm Feld ins Kino, der vom GSG-9-Einsatz in Bad Kleinen handelt. Beim Filmfestival Max Ophüls Preis gewann der Film den Preis der Filmkritik für den besten Spielfilm. Aufgrund der Mitwirkung des Rammstein-Sängers Till Lindemann als Nebendarsteller versuchten Aktivisten, die Aufführung des Films beim Festival achtung berlin zu verhindern. Er wurde daraufhin mit einer Distanzierung von Lindemann, dem sexuelle Übergriffe vorgeworfen waren, gezeigt.
Laabs wurde zur Lesung beim Ingeborg-Bachmann-Preis 2025 eingeladen.
Laura Laabs lebt in Berlin und Bad Kleinen, wo sie aufwuchs.

## Filmografie
- 2025: Rote Sterne überm Feld
- 2019: Spotlight – Staffel 4 (nur Regie)
- 2018: Spotlight – Staffel 3 (nur Regie)
- 2017: Country Girls (Fernsehfilm)
- 2016: Wegweiser (Kurzfilm) – Teil des Epsidodenfilms Research Refugees
- 2014: Melusine (Kurzfilm)
- 2013: Volksbühne (Kurzfilm)
- 2012: Enkel der Geschichte (Kurzfilm)

## Hörspiele
- 2021: Verschwundene Tage (Buch: Kristina Handke)
- 2021: Mutter und Söhne (Buch: Manuela Reichart und Simon Strauß)